# (753) Tiflis
Pour les articles homonymes, voir Tiflis.
(753) Tiflis est un astéroïde de la ceinture principale découvert le 30 avril 1913 par l'astronome russe Grigoriy Neujmin.
Sa désignation provisoire était 1913 RM.